# Långsjön (Grangärde socken, Dalarna)
Långsjön är en sjö i Ludvika kommun i Dalarna och ingår i Norrströms huvudavrinningsområde. Sjön som är omkring 700 meter i nord-sydlig riktning och mindre än 100 meter bred ligger mellan Laxsjö-Flatnan i nordväst och Flogen i söder, dit den också avvattnas. I norra änden ligger Bagghyttan ett övergivet litet hytt- och gruvområde.